# Naissance en 1919
Naissance
- 1915
- 1916
- 1917
- 1918
- 1919
- 1920
- 1921
- 1922
- 1923

Cette page dresse une liste de personnalités nées au cours de l'année 1919 présentée dans l'ordre chronologique.
La liste des personnes référencées dans Wikipédia est disponible dans la page de la catégorie Naissance en 1919.

## Janvier
- 1er janvier :
  - Daniil Granine, homme de lettres soviétique puis russe († 4 juillet 2017).
  - Jerome David Salinger, écrivain américain († 27 janvier 2010).
- 5 janvier :
  - Jeanine Beaubien, femme de théâtre québécoise († 3 mars 2016).
  - Cécil Saint-Laurent (Jacques Laurent), écrivain français († 29 décembre 2000).
- 10 janvier :
  - Gérard Desrosiers, bibliothécaire québécois († 1er décembre 2016).
  - Jean Pessonneaux, footballeur français († octobre 2012).
- 11 janvier : Lucien Troupel, joueur et entraîneur de football français († 19 mai 1993).
- 12 janvier : Jacques Mauclair, comédien français († 20 décembre 2001).
- 13 janvier :
  - Horacio Etchegoyen, psychanalyste argentin († 2 juillet 2016).
  - Dina Kaminskaïa, avocate et militante des droits de l'homme soviétique et américaine († 7 juillet 2006).
  - Kim Seong-jip, haltérophile sud-coréen († 20 février 2016).
  - Robert Stack, acteur américain († 14 mai 2003).
  - Igor Gouzenko, défecteur russe († 28 juin 1982).
- 14 janvier : Giulio Andreotti, journaliste, écrivain et homme d'État italien († 6 mai 2013).
- 15 janvier : Maurice Herzog, alpiniste et homme politique français († 13 décembre 2012).
- 16 janvier :
  - Andrea Cascella, peintre, sculpteur et céramiste italien († 27 août 1990).
  - Roger Nicolas, humoriste français († 17 août 1977).
- 17 janvier :
  - Ramón Homedes, footballeur espagnol († 7 novembre 1988).
  - Hervé Masson, peintre, poète et journaliste, franc-maçon et martiniste mauricien († 13 mai 1990).
- 18 janvier :
  - Joseph Andries, footballeur belge († 26 septembre 2006).
  - Juan Orrego-Salas, compositeur chilo-américain de musique († 24 novembre 2019).
- 19 janvier : Gilchrist Stuart, acteur anglais († 8 juin 1977).
- 20 janvier :
  - Lucille Dumont, chanteuse et animatrice québécoise († 29 juillet 2016).
  - François Maestroni, joueur et entraîneur de football français († 2 septembre 2011).
- 21 janvier : Piroska Oszoli, peintre hongroise († 22 mars 2017).
- 23 janvier :
  - Jan Derksen, coureur cycliste néerlandais († 22 mai 2011).
  - Hans Hass, zoologiste et océanographe († 16 juin 2013).
  - Ernie Kovacs, comédien américain († 13 janvier 1962).
- 24 janvier :
  - John Hudson, acteur américain († 8 avril 1996).
  - Vicente Morera, footballeur espagnol († 28 juin 1982).
- 27 janvier :
  - Ross Bagdasarian Sr., pianiste, chanteur, compositeur et acteur américain d'origine arménienne († 16 janvier 1972).
  - Knut Ståhlberg, journaliste et écrivain suédois († 9 février 2015).

## Février
- 4 février :
  - Raymond Baillet, acteur et chansonnier français († 14 janvier 2017).
  - Peter Butterworth, acteur britannique († 16 janvier 1979).
  - Henri Ravera, homme politique et journaliste sportif français († 13 août 1985).
- 5 février : Red Buttons, acteur américain († 13 juillet 2006).
- 11 février : Eva Gabor, actrice américaine d'origine hongroise († 4 juillet 1995).
- 12 février : Hubert Murray, homme politique canadien († 10 décembre 2000).
- 13 février : Karl Plattner, peintre italien († 8 décembre 1986).
- 14 février : Miroslav Zikmund,explorateur et écrivain tchécoslovaque († 1er décembre 2021).
- 16 février :
  - Aung Gyi, homme politique et général de brigade birman († 25 octobre 2012).
  - Renato Marchiaro, footballeur italien († 25 décembre 2017).
- 20 février : Luis Bedoya Reyes, homme politique péruvien († 18 mars 2021).
- 22 février : Jiří Pauer, compositeur, professeur et directeur musical tchécoslovaque († 28 décembre 2007).
- 23 février : Hanna Ben-Dov, peintre israélienne († 3 mars 2009).
- 25 février : Karl H. Pribram, professeur de psychologie et sciences cognitives américain († 19 janvier 2015).
- 26 février :
  - Jeannette Guyot, résistante française († 10 avril 2016).
  - Bertrand Schwartz, ingénieur au Corps des mines († 30 juillet 2016).
  - Anne Yeats, peintre, costumière et scénographe irlandaise († 4 juillet 2001).

## Mars
- 1er mars : 
  - Louis Boekhout, peintre québécois canadien d'origine néerlandaise († 9 janvier 2012).
  - Jacques Lewis, résistant et vétéran français du débarquement de Normandie († 30 juillet 2024)
- 3 mars : Peter Abrahams, romancier sud-africain de langue anglaise († 18 janvier 2017).
- 5 mars : Frances Claudia Wright, avocate sierraléonaise († 2 avril 2010).
- 6 mars : Jean Bastié, géographe français († 9 avril 2018).
- 9 mars : Widayat, peintre indonésien († 22 juin 2002).
- 10 mars : Emiel Faignaert, coureur cycliste belge († 10 mai 1980).
- 12 mars : Frank Campanella, acteur américain († 30 décembre 2006).
- 15 mars : 
  - Hadjibaba Huseynov, chanteur azéri († 24 octobre 1993).
  - John Gregson, acteur britannique († 8 janvier 1975).
- 17 mars : 
  - Nat King Cole, chanteur et pianiste de jazz américain († 15 février 1965).
  - Mike Hoare, chef mercenaire irlandais († 2 février 2020).
- 19 mars : José Lebrún Moratinos, cardinal vénézuélien, archevêque de Caracas († 21 février 2001).
- 22 mars : Diran Manoukian, joueur français de hockey sur gazon(† 5 mai 2020).
- 24 mars : 
  - Claude Bertrand, acteur français († 14 décembre 1986).
  - Lawrence Ferlinghetti, poète américain († 22 février 2021).
- 26 mars : Jack Chambrin, peintre, graveur sur bois et lithographe français († 11 juillet 1983).
- 28 mars : Alain Bosquet, poète et écrivain français († 8 mars 1998).
- 29 mars : Anne Ancelin Schützenberger, psychologue, psychothérapeute et universitaire française († 23 mars 2018).

## Avril
- 1er avril :
  - Roland Bechmann, architecte, écologiste et historien français († 25 janvier 2017).
  - Jeannie de Clarens, résistante française († 23 août 2017).
- 3 avril : René Duvillier, peintre français († 5 septembre 2002).
- 4 avril : Harald Andersén, chef de chœur, compositeur et professeur de musique finlandais († 28 mai 2001).
- 5 avril :
  - Paule Cloutier-Daveluy, femme de lettres et traductrice québécoise († 29 octobre 2016).
  - Lester James Peries, réalisateur, scénariste, producteur et monteur srilankais († 29 avril 2018).
- 8 avril : 
  - Dave Bald Eagle, acteur, soldat, cascadeur et musicien américain († 22 juillet 2016).
  - Ian Smith, homme politique rhodésien († 20 novembre 2007).
- 10 avril : Cécile Rol-Tanguy, résistante française († 8 mai 2020).
- 11 avril : Raymond Carr, historien et hispaniste britannique contemporain († 19 avril 2015).
- 12 avril : István Anhalt, compositeur hongro-canadien († 24 février 2012).Gérard Oury en 1948

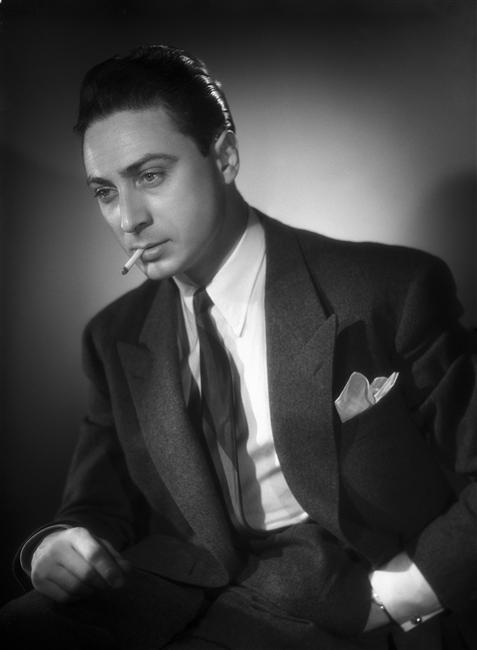
Gérard Oury en 1948

- 13 avril : Howard Keel, acteur et chanteur américain († 7 novembre 2004).
- 14 avril : Raúl Primatesta, cardinal argentin, archevêque de Córdoba († 1er mai 2006).
- 15 avril : Franjo Kuharić, cardinal croate, archevêque de Zagreb († 11 mars 2002).
- 17 avril :
  - Boža Ilić, peintre serbe puis yougoslave († 15 juillet 1993).
  - Gilles Lamontagne, militaire, homme d'affaires et homme politique québécois († 14 juin 2016).
- 19 avril : Merce Cunningham, danseur et chorégraphe américain († 26 juillet 2009).
- 21 avril : 
  - Dominique Soulé, religieux catholique français (° 20 janvier 1827).
  - Licio Gelli, financier italien, vénérable maître de la loge maçonnique P2 († 15 décembre 2015).
- 23 avril : 
  - Anne Buydens, productrice et philanthrope belgo-américaine († 29 avril 2021).
  - Oleg Penkovsky, Homme militaire soviétique († 16 mai 1963).
- 24 avril : Jean Signovert, peintre, dessinateur et graveur français († 6 avril 1981).
- 26 avril : 
  - Georges de Caunes, journaliste français († 28 juin 2004).
  - René-Pierre Hasquin, journaliste et écrivain belge de langue française († 30 avril 2015).
  - Louis Mazot, peintre figuratif français († 3 janvier 1994).
  - Jürgen Wittenstein, résistant germano-américain († 14 juin 2015).
  - Manuel Zorrilla, peintre, sculpteur, dessinateur argentin († 12 mai 2015).
- 28 avril :
  - Alexander Eliot, écrivain américain († 23 avril 2015).
  - Wally Stanowski, joueur de hockey sur glace canadien († 28 juin 2015).
- 29 avril :
  - Claude Le Baube, peintre et illustrateur français († 31 décembre 2007).
  - Gérard Oury, comédien et cinéaste français († 20 juillet 2006).
  - Alla Rakha, musicien indien († 3 février 2000).

## Mai
- 1er mai : Mohammed Karim Lamrani, homme d'affaires et homme d'État marocain († 20 septembre 2018).
- 2 mai : Gérard Lamy, entrepreneur et homme politique fédéral du Québec († 26 octobre 2016).
- 3 mai : Traute Lafrenz, médecin et résistante anti-nazi allemande († 6 mars 2023).
- 6 mai : André Guelfi, homme d'affaires français († 28 juin 2016).
- 7 mai :
  - La Esterella, chanteuse belge († 3 avril 2011).
  - Eva Perón, femme politique argentine († 26 juillet 1952).
- 8 mai : Lex Barker, acteur américain († 11 mai 1973).
- 10 mai : André Diligent, homme politique français († 3 février 2002).
- 12 mai : Pierre Brambilla, coureur cycliste français († 13 février 1984).
- 13 mai : Vedat Türkali, auteur et scénariste turc († 29 août 2016).
- 14 mai : Paul Aïzpiri, peintre et lithographe figuratif français († 22 janvier 2016).
- 15 mai : Eugenia Charles, avocate et femme d'État dominiquaise († 6 septembre 2005).
- 20 mai : Bernard Cathelin, peintre, lithographe et illustrateur français († 17 avril 2004).
- 22 mai : Paul Vanden Boeynants, homme politique belge, ancien premier ministre belge († 9 janvier 2001).
- 24 mai :
  - Ali Boumendjel, avocat et militant nationaliste algérien († 23 mars 2021).
  - Paul Rambié, peintre français († 24 octobre 2020).
- 25 mai :
  - Jean Joyet, peintre, graveur, lithographe et sculpteur français de l'École de Paris († 12 avril 1994).
  - Raymond Smullyan, logicien, mathématicien, philosophe et magicien américain († 6 février 2017).
- 28 mai : Frank Middlemass, acteur britannique († 8 septembre 2006).
- 29 mai : Jacques Genest, médecin québécois († 5 janvier 2018).

## Juin
- 2 juin : Maurice Verdier, peintre et lithographe français († 27 janvier 2003).
- 4 juin : Camille Danguillaume, coureur cycliste français († 20 juin 1950).
- 6 juin : Peter Carington, homme politique et diplomate britannique († 9 juillet 2018).
- 7 juin : Roger Borniche, inspecteur de police et écrivain français († 16 juin 2020).
- 8 juin :
  - Georges Lambert, peintre, graveur et illustrateur français († 10 mai 1998).
  - Édouard Muller, coureur cycliste français († 28 mai 1997).
- 9 juin : Georges Bonnet, un poète et romancier français († 22 février 2021).
- 12 juin :
  - Ahmed Abdallah Abderamane, homme politique comorien († 26 novembre 1989).
  - René Gallian, footballeur français († 9 mars 1989).
  - Uta Hagen, actrice théâtrale américaine († 14 janvier 2004).
- 13 juin : Leif Kayser, compositeur, organiste, pianiste, pédagogue et prêtre danois († 15 juin 2001).
- 14 juin :
  - James Allen Ward VC, pilote néo-zélandais († 15 septembre 1941).
  - Gene Barry, acteur et producteur américain († 9 décembre 2009).Sam Wanamaker

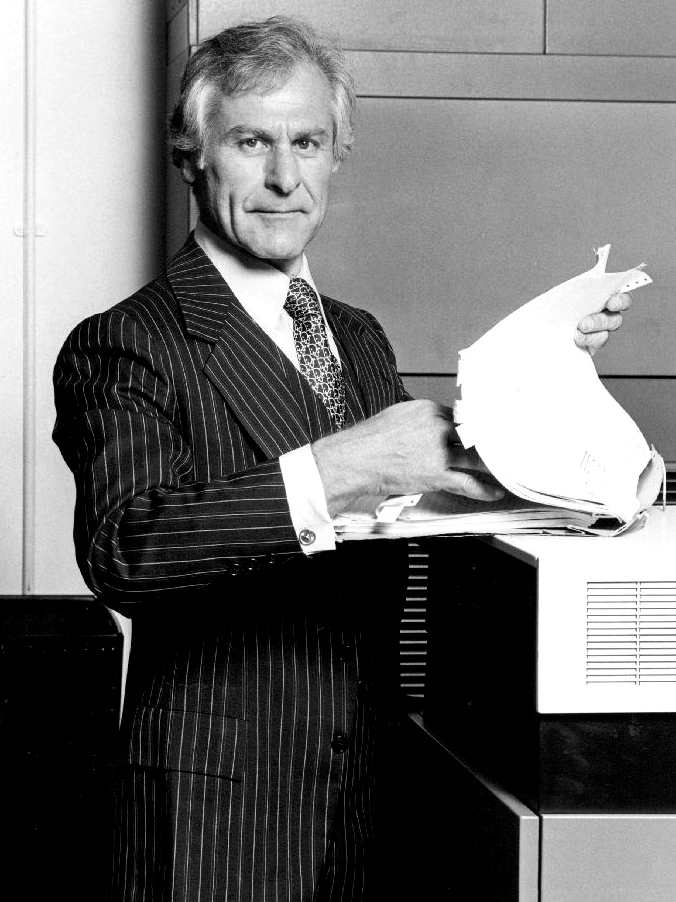
Sam Wanamaker

  - Jack Riley, président de la Ligue américaine de hockey et directeur général des Penguins de Pittsburgh de la Ligue nationale de hockey († 13 juillet 2016).
  - Fernand Tardy, homme politique français († 4 avril 2017).
  - Sam Wanamaker, acteur et réalisateur américain († 18 décembre 1993).
- 15 juin :
  - Paul Joseph Pham Ðình Tung, cardinal vietnamien, archevêque émérite d'Hanoi († 22 février 2009).
  - Mario Revollo Bravo, cardinal italien, archevêque de Bogota († 3 novembre 1995).
- 16 juin : Finn Hodt, patineur de vitesse norvégien († 9 avril 2016).
- 17 juin : Patrick Cranshaw, acteur américain († 28 décembre 2005).
- 18 juin :Marc Hénard, peintre, sculpteur, mosaïste, verrier, architecte et céramiste français († 19 mai 1992).
- 19 juin : Gérard Dionne, prélat catholique canadien († 13 mai 2020).
- 21 juin :
  - Guy Lux, producteur, animateur de télévision français († 13 juin 2003).
  - Gérard Pelletier, journaliste, diplomate et homme politique canadien († 22 juin 1997).
- 22 juin : Gower Champion, acteur, danseur, chorégraphe et metteur en scène américain († 25 août 1980).
- 23 juin : Mohammed Boudiaf, président de la République algérienne († 29 juin 1992).
- 24 juin : Al Molinaro, acteur américain († 30 octobre 2015).
- 26 juin : Mario Fazio, coureur cycliste italien († 14 novembre 1983).
- 27 juin : John Macquarrie, philosophe et théologien écossais, professeur à l'Université d'Oxford, († 28 mai 2007).
- 28 juin : Leo Turunen, footballeur et joueur de bandy finlandais († 28 avril 1989).
- 29 juin : Ernesto Corripio y Ahumada, cardinal mexicain, archevêque émérite de Mexico († 10 avril 2008)

## Juillet
- 2 juillet : Gérard de Palézieux, peintre et graveur suisse († 21 juillet 2012).
- 3 juillet :
  - Mauro Cía, boxeur argentin († 3 janvier 1990).
  - Gabriel Valdés, diplomate et homme politique chilien († 7 septembre 2011).
- 6 juillet : Boris Balter, écrivain soviétique († 8 juin 1974).
- 7 juillet : Jon Pertwee, acteur britannique († 20 mai 1996).
- 8 juillet : Walter Scheel, homme d'État allemand; Président fédéral d'Allemagne († 24 août 2016).
- 10 juillet : 
  - Albert Caraco, philosophe français († 7 septembre 1971).
  - Pierre Gamarra, écrivain français († 20 mai 2009).
- 11 juillet :

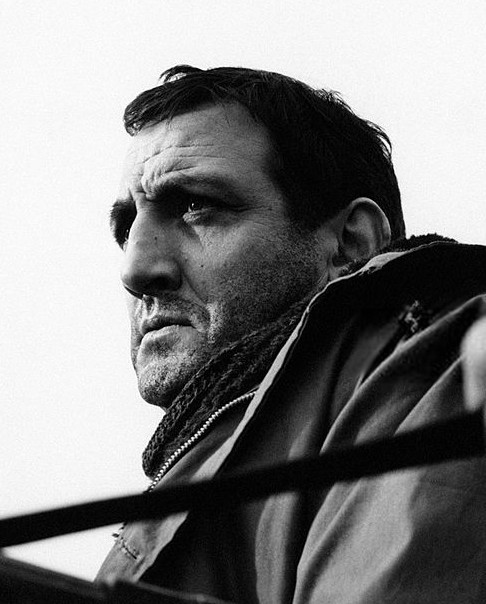
Lino Ventura

  - Lino VenturaMarcel Depré, peintre français († 9 octobre 1990).
  - Henri Fenet, commandant SS français († 14 septembre 2002).
- 12 juillet :
  - Isaac Kakino De Paz, musicien tunisien († 7 décembre 1983).
  - Jan Sanders, peintre néerlandais († 21 décembre 2000).
- 13 juillet : 
  - Hau Pei-tsun, Premier ministre de Taïwan († 30 mars 2020).
  - Joe Gill, scénariste de comic book américain († 17 décembre 2006).
- 14 juillet : Lino Ventura, acteur franco-italien († 22 octobre 1987).
- 16 juillet : Choi Kyu-ha, homme d'État sud-coréen, Premier ministre puis président de la République († 22 octobre 2006).
- 17 juillet : 
  - Nordine Ben Ali, footballeur français († 15 mai 1996).
  - Paddy Hemingway, pilote de chasse irlandais († 17 mars 2025).
- 18 juillet : Daniel du Janerand, peintre français († 19 juillet 1990).
- 19 juillet :
  - Oreste Conte, coureur cycliste italien († 7 octobre 1956).
  - Robert Pinget, écrivain français d'origine suisse († 25 août 1997).
  - Lucien Vochel, haut fonctionnaire et préfet de région français († 14 mars 2018).
- 20 juillet : Sir Edmund Hillary, alpiniste néo-zélandais († 11 janvier 2008).
- 24 juillet : Ferdi Kübler, coureur cycliste suisse († 29 décembre 2016).
- 26 juillet : Angelo Felici, cardinal italien, pro-nonce apostolique aux Pays-Bas (en) puis nonce apostolique au Portugal (en) et enfin en France de 1979 à 1988 († 17 juin 2007).
- 27 juillet : Jack Goody, anthropologue britannique († 16 juillet 2015).
- 29 juillet :
  - Gilbert Duchêne, évêque catholique français († 29 novembre 2009).
  - André Ravéreau, architecte français († 12 octobre 2017).
- 30 juillet : Michel Gartner, résistant français du réseau Alliance pendant la Seconde Guerre mondiale († 30 novembre 1944).
- 31 juillet :
  - Maurice Boitel, peintre français († 11 août 2007).
  - Primo Levi, chimiste et écrivain italien († 11 avril 1987)

## Août
- 1er août :
  - Jack Butterfield, personnalité du hockey sur glace professionnel canadien († 16 octobre 2010).
  - Colin McCahon, peintre néo-zélandais († 27 mai 1987).
- 2 août :
  - Nehemiah Persoff, acteur américain († 5 avril 2022).
  - Carlo Savina, compositeur et chef d'orchestre italien († 23 juin 2002).
- 4 août : Michel Déon, écrivain et dramaturge français († 28 décembre 2016).
- 5 août : Eric Smith, peintre australien († 20 février 2017).
- 9 août : Emilio Vedova, peintre et graveur italien († 25 octobre 2006).
- 10 août :
  - Miroljub Aleksić, peintre serbe († 12 janvier 2016).
  - Saw Mon Nyin, écrivaine birmane († 12 décembre 2011).
  - Nicolás Santacatalina, footballeur espagnol († 22 juillet 2004).
- 11 août : Ginette Neveu, violoniste française († 28 octobre 1949).
- Gabriël Verschraegen, organiste et compositeur belge († 1981).
- 12 août : 
  - Margaret Burbidge, astronome britannique († 5 avril 2020).
  - Vikram Sarabhai, physicien indien († 30 décembre 1971).
- 15 août :
  - Ota Janeček, peintre, sculpteur et graphiste tchécoslovaque puis tchèque († 1er juillet 1996).
  - Maria Mucke, chanteuse et actrice allemande († 27 mai 2018).
- 14 août : Shuguro Nakazato, pratiquant japonais d'art martiaux († 25 août 2016).
- 18 août : Paul Ibos, résistant français et compagnon de la Libération († 12 mars 2015).
- 19 août : Robert Gordon Rogers, homme politique canadien († 21 mai 2010).
- 20 août : Walter Bernstein, scénariste et producteur américain († 22 janvier 2021).
- 21 août : Marcel Lambert, politicien († 24 septembre 2000).
- 22 août : Mario Abreu, peintre vénézuélien († 20 février 1993)
- 24 août : Niels Viggo Bentzon, compositeur et pianiste danois († 25 avril 2000).
- 27 août : André Declerck, coureur cycliste belge († 13 septembre 1967).
- 28 août : Jabra Ibrahim Jabra, romancier, poète, critique, dramaturge, mémorialiste et peintre arabe palestinien († 12 décembre 1994).
- 30 août : Joachim Rønneberg, officier de l'armée norvégienne († 21 octobre 2018).
- 31 août :
  - Michel Ciry : peintre, graveur, écrivain et compositeur français († 26 décembre 2018).
  - François de Nicolaÿ, homme politique français († 21 novembre 1963).

## Septembre
- 1er septembre, Pratap Chandra Chunder, homme politique, auteur et pédagogue indien  († 1er janvier 2008).
- 2 septembre : 
  - Marge Champion, actrice américaine († 21 octobre 2020).
  - Luz Méndez de la Vega, écrivain, poétesse guatémaltèque († 8 mars 2012).
- 4 septembre : Francis Xavier Atencio, animateur, scénariste, compositeur et Imagineer américain de la Walt Disney Company  († 10 septembre 2017).
- 7 septembre :
  - Albéric Schotte, coureur cycliste belge († 4 avril 2004).
  - Ewa Matuszweska, résistante polonaise († 26 septembre 1944).
- 8 septembre :
  - Wolf C. Hartwig, producteur de cinéma allemand  († 18 décembre 2017).
  - Meda Mládková, collectionneuse d'art tchèque († 3 mai 2022).
- 9 septembre :
  - Jacques Marin, comédien français († 10 janvier 2001).
  - Edyth H. Schoenrich, médecin américaine († 12 septembre 2020).
- 10 septembre :
  - Bertha Bouroncle, hématologue péruvienne-américaine († 13 août 2013).
  - Yvette Farnoux, résistante et déportée française († 7 novembre 2015).
- 11 septembre : Ota Šik, homme politique tchécoslovaque puis tchèque († 22 août 2004).
- 13 septembre : George Weidenfeld, éditeur, philanthrope et chroniqueur de presse britannique († 20 janvier 2016).
- 14 septembre :
  - Deryck Cooke, musicologue et musicien britannique († 26 octobre 1976).
  - Alphonse Rolland, joueur et entraîneur de football français († 26 février 2012).
- 15 septembre : 
  - Fausto Coppi, coureur cycliste italien († 2 janvier 1960).
  - Alfie Scopp, acteur américain († 24 juillet 2021).
- 16 septembre : Lawrence Dobkin, acteur, réalisateur, scénariste et producteur américain († 28 octobre 2002).
- 17 septembre : Horst Krüger, écrivain allemand († 21 octobre 1999).
- 18 septembre : Pál Losonczi, homme d'État hongrois († 28 mars 2005).
- 19 septembre : Roger Grenier, écrivain, directeur littéraire, journaliste et homme de radio français († 8 novembre 2017).
- 21 septembre :
  - Mirko Božić, écrivain, scénariste et homme politique croate († 1er août 1995).
  - Mario Bunge, physicien et philosophe canadien et argentin († 25 février 2020).
  - Teresa Rebull, chanteuse, peintre et militante catalane de nationalité espagnole († 15 avril 2015).
  - Nigel Stock, acteur britannique († 23 juin 1986).
- 22 septembre :
  - Yehoshua Blau, linguiste israélien († 20 octobre 2020).
  - Martial Gergotich, joueur et entraîneur de football français († 20 août 1997).
  - Edgars Vinters, peintre paysagiste letton († 29 avril 2014).
- 23 septembre :
  - Pierre-Roland Giot, préhistorien français, considéré comme le créateur de l'archéologie armoricaine moderne († 4 janvier 2002).
  - Alphonse Irjud, journaliste et universitaire français († 11 novembre 2016).
  - Renée Moreau, résistante française († 24 septembre 2021).
  - Magdaléna Štrompachová, peintre et restauratrice magyaro-tchéscolovaque († 17 novembre 1988).
  - Tōta Kaneko, poète japonais († 20 février 2018).
- 24 septembre :
  - Dayton Allen, acteur américain († 11 novembre 2004).
  - Jack Costanzo, percussionniste américain († 18 août 2018).
  - Fernando Tabales, footballeur espagnol († 29 mai 1983).
- 26 septembre :
  - Matilde Camus, poète espagnole († 28 avril 2012).
  - Adolphe Deledda, coureur cycliste français († 23 juillet 2003).
- 27 septembre : Jayne Meadows, actrice américaine († 26 avril 2015).
- 28 septembre : Francisco Peralta, footballeur espagnol († 10 mai 1991).
- 29 septembre :
  - Margot Hielscher, chanteuse et actrice allemande († 20 août 2017).
  - Vladimir Vasicek, peintre tchécoslovaque puis tchèque († 29 août 2003).

## Octobre
- 3 octobre :
  - Jean Lefebvre, comédien français († 9 juillet 2004).
  - Kazimierz Piechowski, ancien détenu des camps de concentration nazis, soldat de l'Armia Krajowa et diplômé de Polytechnique de Gdańsk († 15 décembre 2017).
- 4 octobre :
  - Jan Groenestein, sculpteur, designer, peintre, pastelliste, aquarelliste, lithographe et aquafortiste néerlandais († 27 novembre 1971).
  - Erich Schanko, footballeur allemand († 14 novembre 2005).
- 5 octobre :
  - Alfred Gérard, footballeur français († 24 décembre 1986).
  - Donald Pleasence, acteur britannique († 2 février 1995).
- 6 octobre : Siad Barre, officier et homme politique somalien († 2 janvier 1995).
- 7 octobre : Zelman Cowen, gouverneur général d'Australie († 8 décembre 2011).
- 8 octobre : 
  - Ki'ichi Miyazawa, premier ministre du Japon de 1991 à 1993 († 28 juin 2007).
  - André Valmy, comédien français († 18 novembre 2015).
  - Hal Singer, saxophoniste de jazz franco-américain († 18 août 2020).
- 9 octobre : Pierre Delaunay, dirigeant sportif français († 23 janvier 2019).
- Hal Singer11 octobre :

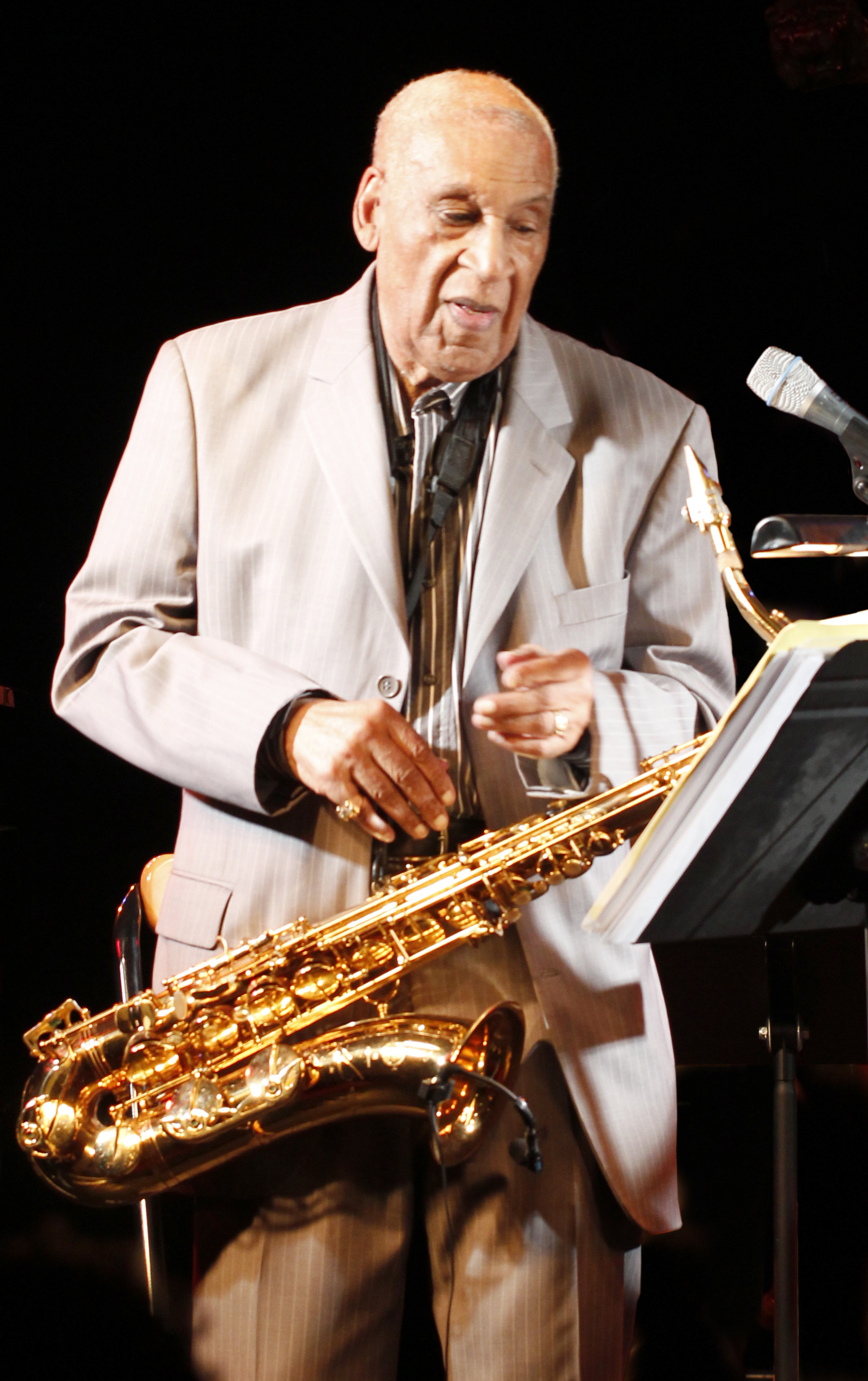
Hal Singer

  - Art Blakey, batteur de jazz américain († 16 octobre 1990).
  - Abdelkader Firoud, footballeur et entraîneur de football algéro-français († 3 avril 2005).
- 13 octobre : Hans Hermann Groër, cardinal autrichien, archevêque de Vienne († 24 mars 2003).
- 14 octobre : Joseph de Pasquale, altiste américain († 22 juin 2015).
- 15 octobre : Beatrice Serota, femme politique britannique († 21 octobre 2002).
- 16 octobre :
  - Lucien Lanier, haut fonctionnaire et homme politique français († 8 février 2015).
  - André Philippot, footballeur français († 6 février 2018).
- 17 octobre : 
  - Zhao Ziyang, homme politique chinois († 17 janvier 2005).
  - Isaak Khalatnikov, physicien soviétique († 9 janvier 2021).
- 18 octobre :
  - Suzanne Bachelard, philosophe française († 3 novembre 2007).
  - Pierre Elliott Trudeau, Premier ministre du Canada († 28 septembre 2000).
- 19 octobre : Georges Tamburini, responsable associatif et politique français († 16 novembre 2009).
- 20 octobre :
  - Bernardo Capó, coureur cycliste espagnol († 11 février 2000).
  - André Pousse, coureur cycliste et acteur français († 9 septembre 2005).
  - Lia Origoni, actrice et chanteuse italienne († 26 octobre 2022).
- 21 octobre : Armando Francioli, acteur italien († 6 avril 2020).
- 22 octobre :
  - Vincent Hložník, peintre, graphiste, illustrateur, sculpteur et enseignant tchécoslovaque puis slovaque († 10 décembre 1997).
  - Claude Raoul-Duval, compagnon de la Libération († 10 mai 2018).
- 23 octobre : Guy Le Coniac de La Longrays, officier, compagnon de la Libération († 12 mars 2001).
- 24 octobre : Macon Sumerlin,  compositeur et professeur de musique américain († 6 février 2005).
- 25 octobre :
  - Rico Alaniz, acteur américain d'origine mexicaine († 9 mars 2015).
  - George Cawkwell, historien et érudit néo-zélandais († 18 février 2019).
  - Peter Howell, acteur britannique († 20 avril 2015).
  - Raoul Rémy, coureur cycliste français († 22 septembre 2002).
- 26 octobre :
  - Edward Brooke, homme politique américain († 3 janvier 2015).
  - Ashraf Pahlavi, princesse iranienne († 7 janvier 2016).
- 28 octobre : Jefke Janssen, coureur cycliste néerlandais († 3 décembre 2014).
- 29 octobre :
  - Pierre Doris, comédien et humoriste († 27 octobre 2009).
  - Angelo Menon, coureur cycliste italien († 12 décembre 2013).
- 30 octobre : Bruce Cowling, acteur américain († 22 août 1986).
- 31 octobre : Georges Visconti, peintre suisse († 30 décembre 2019).

## Novembre
- 3 novembre :  Youla Chapoval, peintre soviétique puis français († 19 décembre 1951).
- 4 novembre :
  - Martin Balsam, acteur américain († 13 février 1996).
  - Simonne Monet-Chartrand, syndicaliste et écrivaine féministe et pacifiste québécoise († 18 janvier 1993).
  - Eric Thompson, libraire de livres rares, courtier d'assurances et pilote de course automobile anglais († 22 août 2015).
- 6 novembre :
  - Hubert Bouyssière, homme politique français († 10 août 2018).
  - Jaume Elias, footballeur espagnol († 18 septembre 1977).
- 7 novembre : 
  - Ali Tadjvidi, violoniste, compositeur et musicien iranien († 15 mars 2006).
  - Paul Hongne, bassoniste français († 26 octobre 1982).
- 8 novembre : Patricio Eguidazu, footballeur espagnol († 9 juin 1999).
- 10 novembre :
  - Josef Honys, poète et peintre tchécoslovaque († 24 juin 1969).
  - Moïse Tshombé, homme d'État congolais († 29 juin 1969).
- 11 novembre :
  - Jef Friboulet, peintre, lithographe et sculpteur français († 13 mai 2003).
  - Dick Kattenburg, compositeur néerlandais († 1944).
- 12 novembre : Gaël Taburet, pilote d'avion français († 10 février 2017).
- 15 novembre : 
  - Carol Bruce, actrice et chanteuse américaine († 9 octobre 2007).
  - Nova Pilbeam, actrice anglaise († 17 juillet 2015).
- 16 novembre :
  - Georges-Hilaire Dupont, évêque catholique français († 29 janvier 2020).
  - Robert Wogensky, peintre, graveur, lithographe et aquafortiste français († 17 mars 2019).
- 17 novembre : Mahboub Bati, musicien algérien († 21 février 2000).
- 18 novembre : André Mahé, coureur cycliste français († 19 octobre 2010).
- 19 novembre :
  - Vahit Melih Halefoğlu, homme politique et diplomate turc († 21 janvier 2017).
  - Gillo Pontecorvo, réalisateur italien († 12 octobre 2006).
  - Alan Young, acteur, réalisateur et scénariste britannico-canado-américain († 19 mai 2016).
  - Lolita Lebrón, femme politique portoricaine († 1er août 2009).
- 20 novembre : Maurice Delorme, évêque catholique français († 27 décembre 2012).
- 21 novembre :
  - Steve Brodie, acteur américain († 9 janvier 1992).
  - Abel Leblanc, peintre, sculpteur, chansonnier et poète français († 11 août 2019).
- 23 novembre : Francine Holley, peintre belge († 22 mai 2020).
- 24 novembre :
  - David Kossoff, acteur britannique († 23 mars 2005).
  - Georges Visconti, peintre et graveur suisse et français († 30 décembre 2019).
- 26 novembre :
  - Frederik Pohl, écrivain et éditeur de science-fiction américain († 2 septembre 2013).
  - Henri Vidal, acteur français († 10 décembre 1959).

## Décembre
- 1er décembre : Anne Cox Chambers, diplomate américaine († 31 janvier 2020).
- 3 décembre : Roland Tylipski, footballeur français († 17 janvier 1995).
- 5 décembre :
  - Dalmacio Langarica, coureur cycliste espagnol († 24 janvier 1985).
  - Hennes Weisweiler, joueur et entraîneur de football allemand († 5 juillet 1983).
- 6 décembre : Gideon Klein, compositeur, pianiste et musicologue tchécoslovaque († vraisemblablement le 27 janvier 1945).
- 7 décembre : Charles McGee, pilote de chasse américain († 16 janvier 2022).
- 8 décembre : Peter Tali Coleman, homme politique des Samoa américaines († 28 avril 1997).
- 9 décembre :
  - Manuel Jiménez Ramírez, tailleur, sculpteur et peintre mexicain († 4 mars 2005).
  - Francis de Noyelle, diplomate français († 30 mars 2017).
- 10 décembre : Vincent Brassard, homme politique fédéral provenant du Québec († 7 avril 1974).
- 11 décembre :
  - Abdel Hakim Amer, maréchal et homme politique égyptien († 14 septembre 1967).
  - Joe Masteroff, dramaturge américan († 28 novembre 2018).
  - Lucien Teisseire, coureur cycliste français († 22 décembre 2007).
- 12 décembre : Igor Correa Luna, judoka et professeur d'art martial († 12 octobre 2000).
- 13 décembre : Jean Kirchen, coureur cycliste luxembourgeois († 30 novembre 2010).
- 14 décembre : Luis Soto, footballeur espagnol († 19 novembre 1983).
- 17 décembre :Pierre Soulages

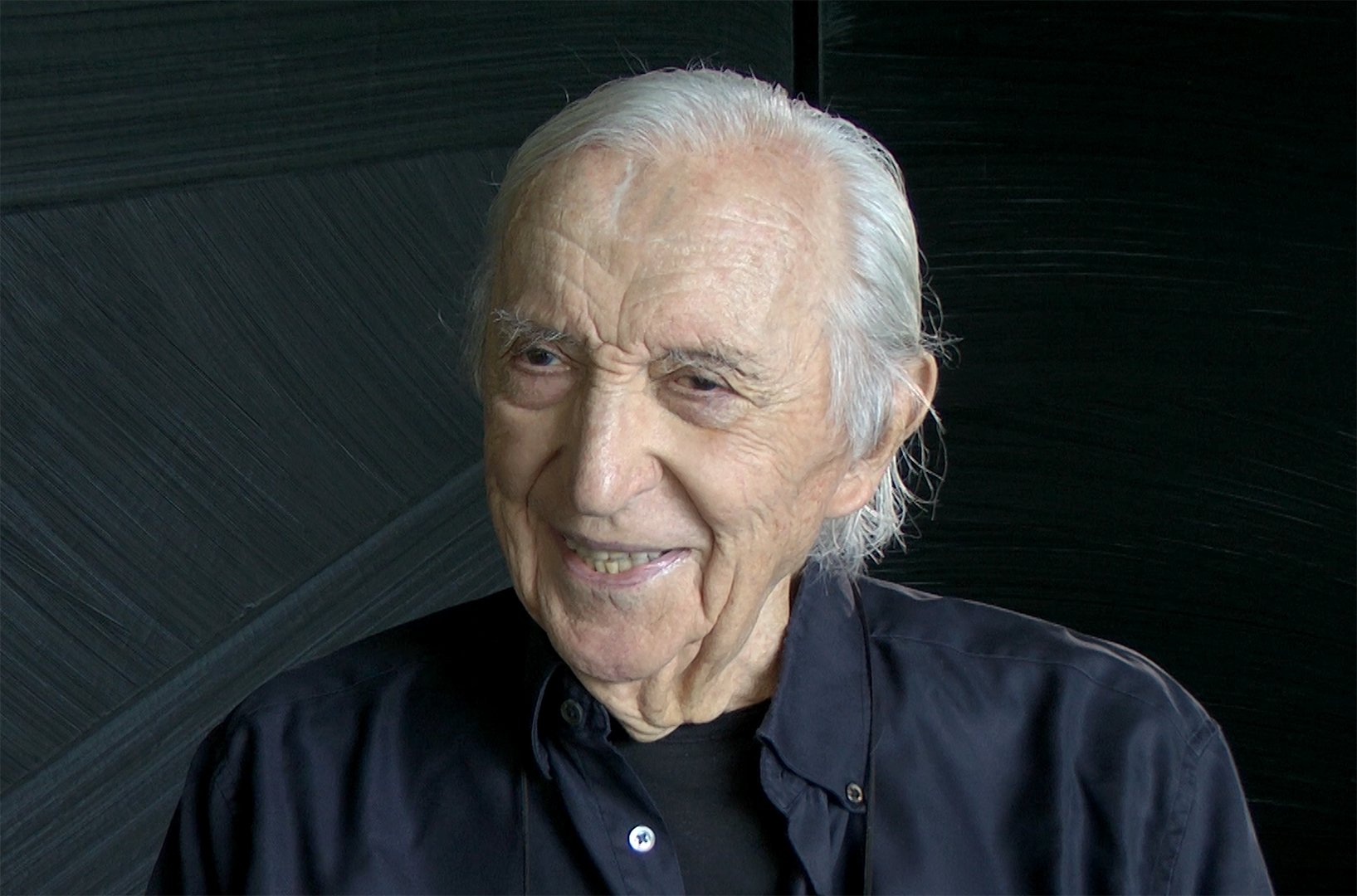
Pierre Soulages

  - Julien Roger, maître fusilier marin, compagnon de la Libération († 10 avril 1945).
  - Tomas Spidlik, cardinal tchèque, jésuite († 16 avril 2010).
  - Henri Trannin, footballeur français († 28 juillet 1974).
- 19 décembre : Éléonore Hirt, actrice française († 27 janvier 2017).
- 20 décembre : Victor Desmet, résistant et compagnon de la Libération français († 29 janvier 2018).
- 24 décembre : Pierre Soulages, peintre français († 26 octobre 2022).
- 25 décembre :
  - Freddy Baker, acteur et danseur américain († 27 mars 1995).
  - Paul David, cardiologue et homme politique québécois († 5 avril 1999).
  - Nguyễn Sỹ Ngọc, peintre vietnamien († 6 avril 1990).
  - Noëlla Rouget, résistante française († 22 novembre 2020).
- 26 décembre :
  - Amina Dilbazi, danseuse azérie († 30 avril 2010).
  - Rolf Olsen, réalisateur, scénariste et acteur autrichien († 3 avril 1998).
- 27 décembre : André Paul, dessinateur de presse suisse († 9 novembre 2018).
- 28 décembre : Manuel Antonio Esteva Corró, footballeur espagnol († 24 mars 2000).
- 30 décembre :
  - Jeannette Colombel, philosophe française († 12 avril 2016).
  - David Willcocks, chef d'orchestre, compositeur, organiste et chef de chœur britannique († 17 septembre 2015).
- 31 décembre : Folke Alnevik, athlète suédois spécialiste du 400 mètres († 17 août 2020).

## Date précise inconnue
- Paul J. Barnes, acteur américain († 16 mai 1983).
- Hope Black, scientifique, biologiste marin et malacologue australienne († 25 janvier 2018).
- Hourie Ipékian, poétesse arménienne († 1980).
- Mohamed el Kamel, chansonnier, comédien et auteur-compositeur-interprète algérien († 9 janvier 1956).
- Ronald Kermode, homme politique puis juge fidjien († 18 juin 2004).
- Joseph Lec'hvien, prêtre séculier et écrivain breton († 2 juillet 2015).
- Emily Sadka, historienne singapourienne († 19 juillet 1968).
- Mohammad Younes Khalis, dignitaire religieux et chef militaire afghan († 19 juillet 2006).